# Älmhults IF

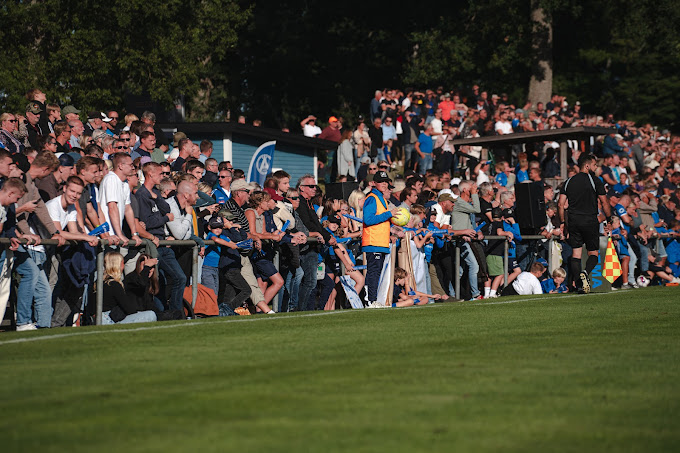
Publikrekord på Älmekulla under Svenska cupen 2022/2023 i matchen mellan Älmhults IF och BK Häcken.

Älmhults Idrottsförening, ofta förkortat Älmhults IF eller ÄIF, är en  svensk fotbollsförening från Älmhult, Kronobergs län, i södra Småland. Föreningen grundades den 22 april 1919 och spelar sina hemmamatcher på Älmevallen. Föreningen har genom åren utövat många idrotter (allmän idrott, bandy, brottning, gymnastik, ishockey och skidåkning) men är idag en renodlad fotbollsförening. Föreningen har representationslag på dam- och herrsidan (2022 i division I respektive division III), utvecklings-, junior-, ungdoms- och paralag.

## Herrfotboll
Laget, sedan 1929 hemmahörande på Älmevallen, spelade länge i de lägre divisionerna men 1959 vann ÄIF division IV Småland sydvästra, tre poäng före Växjö BK, och tog därmed steget upp till division III, den tredje högsta serien, motsvarande nutidens division I. Visiten i division III 1960 blev kortvarig, Älmhult missade nytt kontrakt med en poängs marginal. Det skulle sedan dröja till 1970-talet innan klubben kom tillbaka. Säsongen 1971 slutade ÄIF tvåa i division IV bakom Alvesta men året därpå vann laget serien före Gislaveds IS och flyttades upp till trean ånyo.
Laget gjorde succé i division III 1973 och slutade på tredje plats i Sydöstra Götalandsserien. Efter en säsong i mittens rike åkte laget sedan ur 1975. Efter degraderingen följde flera säsonger på övre halvan i division IV, säsongen 1980 stal Smålandsstenar uppflyttningsplatsen blott en poäng före ÄIF men 1981 vann man serien överlägset före IFK Värnamo
Återkomsten till division III 1982 slutade med en fjärdeplats, dock långt bakom seriesuveränen Kaik. Säsongen därpå hade ÄIF marginalerna emot sig, laget åkte ur på grund av sämre målskillnad än Hässleholms gröna lag. Säsongen 1986 blev en skuffelse, i och med serieomläggningen till säsongen 1987 innebar ÄIF:s niondeplats i division IV nedflyttning till "nya division IV", d.v.s. femtedivisionen. Älmhult blev kvar på fotbollens bakgård t.o.m. säsongen 1991 då man kunde vinna sin division IV-serie. Säsongen 1994 blev klubben tvåa i sin division III-serie och vann sedan kvalspelet till division II.
Säsongen 1995 var Älmhults första i division II men den sjunde i tredje högsta divisionen. Denna säsong var marginalerna på ÄIF:s sida, man slutade på nionde plats i div. II Östra Götaland och klarade nytt kontrakt på bättre målskillnad än Nässjö. Efter en sjundeplats 1996 åkte laget ur 1997, blott en seger bakom tre lag. Säsongen 2000 föll laget även ur division III (fjärdedivisionen)., tog sig tillbaka efter en andraplats i fyran bakom Hovmnatorp 2002 men föll genast ur trean 2003. Serieomläggningen 2005/2006 blev till ÄIF:s nackdel; lagets femteplats i division IV 2005 innebar nedflyttning till sjättedivisionen (!) (nya division IV) säsongen 2006, en serienivå föreningen inte spelat på sedan 1960-talet.
Vistelsen i sjättedivisionen blev emellertid endast ettårig, en andraplats i division IV räckte för uppflyttning. Laget radade sedan upp topplaceringar i division III 2007-2018 innan laget plötsligt sjönk till en tiondeplats 2019 och därmed åkte ur trean. Vistelsen i fyran (sjättedivisionen) blev denna gång ettårig enär ÄIF vann samtliga tio matcher (serien spelades som en enkelserie p.g.a. Covidpesten). Laget har därefter slutat två i division III 2021 och trea 2022.

### Landslagsmän
Klubben har forstrat flera välmeriterade fotbollsspelare, bland annat landslagsmännen Axel Lindberg (svensk mästare 1968 med länskollegan Östers IF) och Olle Nordin (VM-spelare, allsvensk i tre kamratföreningar, svensk förbundskapten).

## Damfotboll
Damlaget vann sin division II-serie (då tredje högsta serienivån) säsongen 2005 en poäng före IFK Värnamo och tog därmed steget upp till division I för första gången. ÄIF räckte dock inte till i Söderettan 2006 utan slutade sist och degraderades därmed. Laget slutade tvåa i sin division II-serie såväl 2018, 2019 som 2020 innan man äntligen kunde vinna serien 2021. Laget blev sjua vid återkomsten till division I, som numera utgör tredjedivisionen under Elitettan, omgivet av tre Halmstadsföreningar. I och med att antalet division I-serier minskas till säsongen 2023 innebar dock sjundeplatsen nedflyttning till division II.

## Statistik
Svenska cupen herrlaget
1983/84: Omgång 6, Malmö FF - Älmhults IF (5-1)

### Tabellplaceringar damlaget

#### 2020-
|  |  | - 2022: Div 1 Södra Götaland (7:a) ↘ - 2021: Div 2 Sydöstra Götaland (1:a) ↗ - 2020: Div 2 Sydvästra Götaland (2:a) |

År 2022 genomförs en serieomläggning och Älmhults IF:s sjundeplacering innebär spel i division 2 kommande säsong.

#### 1998-2019
| - 2019: Div 2 Mellersta Götaland (2:a) - 2018: Div 2 Mellersta Götaland (2:a) - 2017: Div 2 Sydvästra Götaland (3:a) - 2016: Div Södra Småland (4:a) - 2015: Div 2 Sydvästra Småland (8:a) - 2014: Div 2 Sydvästra Småland (4:a) - 2013: Div 2 Södra Småland (3:a) - 2012: - 2011: Div 2 Östra Götaland (9:a) ↘ - 2010: Div 2 Södra Götaland (7:a) | - 2009: Div 2 Sydöstra Götaland (7:a) - 2008: Div 2 Sydöstra Götaland (4:a) - 2007: Div 2 Sydöstra Götaland (7:a) - 2006: Div 1 Södra (12:a) ↘ - 2005: Div 2 Sydöstra Götaland (1:a, kval) ↗ - 2004: Div 2 Östra Götaland (4:a) - 2003: Div 2 Östra Götaland (3:a) - 2002: Div 2 Östra Götaland (4:a) - 2001: - 2000: | - 1999: - 1998: Div 2 Östra Götaland (9:a) ↘ |

### Tabellplaceringar herrlaget

#### 2020-
|  |  | - 2022: Div 3 Sydöstra Götaland (3:a) - 2021: Div 3 Sydöstra Götaland (2:a) - 2020: Div 4 Småland Sydvästra (1:a) ↗ |

#### 1990-2019
| - 2019: Div 3 Sydvästra Götaland (10:a) ↘ - 2018: Div 3 Sydöstra Götaland (3:a) - 2017: Div 3 Sydöstra Götaland (3:a) - 2016: Div 3 Sydöstra Götaland (3:a) - 2015: Div 3 Sydöstra Götaland (4:a) - 2014: Div 3 Sydöstra Götaland (7:a) - 2013: Div 3 Sydvästra Götaland (4:a) - 2012: Div 3 Sydöstra Götaland (4:a) - 2011: Div 3 Sydvästra Götaland (5:a) - 2010: Div 3 Sydöstra Götaland (2:a, kval) | - 2009: Div 3 Sydöstra Götaland (4:a) - 2008: Div 3 Sydöstra Götaland (3:a) - 2007: Div 3 Sydöstra Götaland (2:a, kval) - 2006: Div 4 Småland Elit Södra (2:a) ↗ - 2005: Div 4 Småland Västra Elit (5:a) - 2004: Div 4 Småland Östra Elit (5:a) - 2003: Div 3 Sydvästra Götaland (11:a) ↘ - 2002: Div 4 Småland Västra Elit (2:a) ↗ - 2001: Div 4 Småland Västra Elit (8:a) - 2000: Div 3 Sydvästra Götaland (11:a) ↘ | - 1999: Div 3 Sydöstra Götaland (3:a) - 1998: Div 3 Sydöstra Götaland (6:a) - 1997: Div 2 Östra Götaland (11:a) ↘ - 1996: Div 2 Östra Götaland (7:a) - 1995: Div 2 Östra Götaland (9:a) - 1994: Div 3 Sydöstra Götaland (2:a, kval) ↗ - 1993: Div 3 Sydöstra Götaland (5:a) - 1992: Div 3 Sydvästra Götaland (9:a, hösttvåan) - 1991: Div 4 Småland Sydvästra (1:a) ↗ - 1990: Div 4 Småland Sydvästra (6:a) |

#### 1960-1989
| - 1989: Div 4 Småland Sydvästra (4:a) - 1988: Div 4 Småland Sydöstra (6:a) - 1987: Div 4 Småland Sydöstra (5:a) - 1986: Div 4 Småland Sydvästra (9:a) → - 1985: Div 4 Småland Sydvästra (4:a) - 1984: Div 4 Småland Sydvästra (8:a) - 1983: Div 3 Sydöstra Götaland (10:a) ↘ - 1982: Div 3 Sydöstra Götaland (4:a) - 1981: Div 4 Småland Sydvästra (1:a) ↗ - 1980: Div 4 Småland Sydvästra (2:a) | - 1979: Div 4 Småland Sydvästra (6:a) - 1978: Div 4 Småland Sydvästra (6:a) - 1977: Div 4 Småland Sydvästra (4:a) - 1976: Div 4 Småland Sydvästra (2:a) - 1975: Div 3 Sydöstra Götaland (11:a) ↘ - 1974: Div 3 Sydöstra Götaland (7:a) - 1973: Div 3 Sydöstra Götaland (3:a) - 1972: Div 4 Småland Sydvästra (2:a) ↗ - 1971: Div 4 Småland Sydvästra (2:a) - 1970: Div 4 Småland Sydvästra (3:a) | - 1969: Div 4 Småland Sydvästra (2:a) - 1968: Div 4 Småland Sydvästra (2:a) - 1967: Div 4 Småland Sydvästra (3:a) - 1966: Div 4 Småland Sydvästra (2:a) - 1965: - 1964: Div 4 Småland Sydvästra (7:a) - 1963: Div 4 Småland Sydvästra (5:a) - 1962: Div 4 Småland Sydvästra (9:a) - 1961: Div 4 Småland Sydvästra (7:a) - 1960: Div 3 Sydvästra Götaland (8:a) ↘ |

→ År 1986 genomförs en serieomläggning och Älmhults IF:s niondeplacering innebär spel i den nya division 4 kommande säsong.

#### 1930-1959
| - 1959: Div 4 Småland Sydvästra (1:a) ↗ - 1957/58: Div 5 Småland ↗ - 1956/57: - 1955/56: - 1954/55: - 1953/54: - 1952/53: - 1951/52: - 1950/51: | - 1949/50: - 1948/49 - 1947/38: - 1936/47: - 1945/46: - 1944/45: - 1943/44: - 1942/43: - 1941/42: - 1940/41: | - 1939/40: - 1938/39 - 1937/38: - 1936/37: - 1935/36: - 1934/35: Div 4 - 1933/34: Div 3 Sydöstra (10:a) ↘ - 1932/33: Div 3 Sydöstra (8:a) - 1931/32: Div 3 Sydöstra (5:a) - 1930/31: Div 3 Sydöstra (7:a) |

### Mest publik under matcher
Statistiken gäller både tränings- och tävlingsmatcher fram till och med år 2023, samt att publiksiffran varit över 500 personer.
| Placering | Tillfälle       | Tävling                         | Motståndare         | Publikantal |
| --------- | --------------- | ------------------------------- | ------------------- | ----------- |
| 1         | 30 augusti 2022 | Svenska cupen 2022/23, omgång 2 | BK Häcken (herr)    | 4843        |
| 2         | 5 augusti 1993  | Svenska cupen 1993/94, omgång 3 | IFK Göteborg (herr) | 2525        |
| 3         | 27 april 2011   | Svenska cupen 2011, omgång 2    | Östers IF (herr)    | 749         |